# Sitotroga
Sitotroga is een geslacht van vlinders uit de familie van de tastermotten (Gelechiidae).

## Soorten
- Sitotroga cerealella (Olivier, 1789) – Graanmot
- Sitotroga exquisita Bidzilya & Mey, 2011
- Sitotroga horogramma (Meyrick, 1921)
- Sitotroga palearis (Meyrick, 1913)
- Sitotroga psacasta Meyrick, 1908